# Mount King William I
Mount King William I är ett berg i Australien. Det ligger i regionen Central Highlands och delstaten Tasmanien, i den sydöstra delen av landet, omkring 120 kilometer nordväst om delstatshuvudstaden Hobart. Toppen på Mount King William I är 999 meter över havet.
Trakten runt Mount King William I är nära nog obefolkad, med mindre än två invånare per kvadratkilometer.. Det finns inga samhällen i närheten. 
I omgivningarna runt Mount King William I växer i huvudsak städsegrön lövskog. Genomsnittlig årsnederbörd är 1 478 millimeter. Den regnigaste månaden är september, med i genomsnitt 188 mm nederbörd, och den torraste är februari, med 55 mm nederbörd.